# Juiz de Fora
Juiz de Fora (en español Juez de Fuera) es un municipio brasileño del interior del estado de Minas Gerais. Pertenece a la mesorregión de la zona de la Mata y a la microrregión del mismo nombre, localizándose en el sudeste de la capital del estado, a una distancia de esta de unos 283 km. Su población de acuerdo a los datos del año 2013 era de 618.710 personas.
El municipio se independizó de Barbacena en la década de 1850. La versión más conocida de su etimología es que el nombre se refiere a un Juiz de fora, un magistrado nombrado por la Corona portuguesa para ejercer su cargo donde no había juez de justicia. Permaneció brevemente en una finca de la región, conocida como Sesmaria do Juiz de Fora. Actualmente, abarca la ciudad de Juiz de Fora y los distritos de Rosário de Minas, Torreões y Sarandira, subdivididos a su vez en 111 barrios.

## Acerca de Juiz de Fora
Juiz de Fora (pronunciación portuguesa: ['ʒwiʒ dʒi fɔɾɐ], el juez externo), también conocida como JF, es una ciudad del estado brasileño de Minas Gerais, ubicado cerca del límite con el estado de Río de Janeiro. Según las estimaciones de 2007 la población actual es de unos 526,706 habitantes. El ámbito territorial del municipio es de 1.437 km² (555 millas cuadradas).
La ubicación de la ciudad fue determinante para su desarrollo económico y demográfico, ya que se sitúa entre las tres metrópolis financieras y económicas más importantes del sudeste de Brasil (y también las tres mayores aglomeraciones urbanas del país): Río de Janeiro (189 km), Belo Horizonte (260 km) y São Paulo (486 km). Las principales carreteras conectan Juiz de Fora con estas tres áreas metropolitanas: la BR 040, que une Brasilia, Belo Horizonte y Río de Janeiro. 
El río Paraibuna, que atraviesa toda la ciudad, es un importante afluente del río Paraíba do Sul, en el que se encuentra el núcleo de industrias pesadas y de alta tecnología.
Juiz de Fora es el segundo centro industrial más importante en el estado de Minas Gerais, a pesar de ser el cuarto más grande en términos de población. Alguna vez fue la ciudad más grande del estado, cargo que tuvo lugar hasta principios del siglo XX (que ocupó el cargo hasta el segundo de 1990). Existen importantes fábricas de acero y las fábricas de automóviles (Mercedes-Benz es el más famoso) de la ciudad, junto con varias fábricas textiles.